# Osiemnasty rząd Izraela
Osiemnasty  rząd Izraela – rząd Izraela, sformowany 20 czerwca 1977, którego premierem został Menachem Begin z Likudu. Rząd został powołany przez prawicową koalicję mającą większość w Knesecie IX kadencji, po wyborach w 1977 roku. Była to pierwsza rada ministrów w Izraelu stworzona bez partii lewicowych, funkcjonowała do 5 sierpnia 1981, kiedy to powstał nowy rząd również pod przywództwem Begina.